# Fritz Klein
Fritz Klein (Feketehalom, 24 november 1888 – Hamelen, 13 december 1945) was een Roemeens-Duits Nazi-arts, die voor zijn wreedheden in het concentratiekamp Bergen-Belsen tijdens de Holocaust werd veroordeeld tot de strop.
Klein werd geboren in centraal Roemenië, in de plaats Feketehalom, die tegenwoordig Codlea heet. Dit maakte toen deel uit van de dubbelmonarchie Oostenrijk-Hongarije. Hij voltooide zijn militaire dienst in Roemenië en studeerde geneeskunde. Hij voltooide zijn studie na de Eerste Wereldoorlog in Boedapest. Klein vestigde zich als arts in Zevenburgen (Transsylvanië). Hij werd al zeer vroeg lid van de NSDAP en uiteindelijk sloot hij zich in mei 1943 aan bij de Waffen-SS en werd geplaatst in Joegoslavië.
Op 15 december 1943 kwam hij in het concentratiekamp Auschwitz, waar hij begon als arts in het Birkenau vrouwenkamp. Hierna werkte hij als arts in het zigeunerkamp. Hij voerde ook diverse "Selektionen" uit bij aankomsten van gevangenen. In december 1944 werd hij overgeplaatst naar het concentratiekamp Neuengamme, waarna hij in januari 1945 naar Bergen-Belsen werd gestuurd. Hier werd hij bij de bevrijding van het kamp in april 1945 door de Britten gevangengenomen. Tijdens het Bergen-Belsen-proces voerde Klein zijn eigen verweer.
Tijdens het proces werd hem gevraagd hoe hij zijn acties kon verenigen met zijn ethische verplichtingen als een arts. Hierop verklaarde Klein:
Mijn eed van Hippocrates draagt me op een ontstoken appendix uit het menselijk lichaam te snijden. De Joden zijn de ontstoken appendix van de mensheid. Daarom snij ik ze weg.
Hij werd schuldig bevonden en veroordeeld tot de dood. Hij werd vervolgens opgehangen door de Britse beul Albert Pierrepoint in de gevangenis van Hamelen.
- Gemeinsame Normdatei: 1034929151
- International Standard Name Identifier: 0000 0000 5219 2498
- Library of Congress Control Number: no2002102133
- Virtual International Authority File: 4607265
- WorldCat: E39PBJmDmVmvtGFpHBJFMJQcyd